# Jan Bucher
Jan Bucher Carmichael [ʤæn bu-ɜr ˈkɑrˌmaɪkəl] (* 17. November 1957 in Salt Lake City, Utah) ist eine ehemalige US-amerikanische Freestyle-Skierin. Sie war auf die nicht mehr ausgetragene Disziplin Ballett (Acro) spezialisiert, bestritt anfangs aber auch Wettkämpfe auf der Buckelpiste. 1986 und 1989 wurde sie jeweils Weltmeisterin, dazu gewann sie zwei Silbermedaillen. Mit 57 Weltcupsiegen und siebenfachem Gewinn der Disziplinenwertung ist sie die mit Abstand erfolgreichste „Ski-Ballerina“ der Geschichte.

## Biografie

### Kindheit und Jugend
Jan Bucher kam 1957 in Salt Lake City zur Welt. Ihr Vater John Richard Bucher (1915–2016) war aus West Virginia eingewandert und zum Mormonentum konvertiert. Nach seinem Armeedienst hatte er für verschiedene Restaurantketten gearbeitet. Ihre Mutter Beulah Bucher (geb. Sowards, 1914–2006) war Lehrerin. Jan wuchs mit drei älteren Geschwistern auf. Ihre älteste Schwester Gerrie Ann (1938–2009) tanzte für das San Francisco Ballet, Schwester Jyll ist Opernsängerin und Bruder John Richard II Anwalt für Strafrecht.
Nachdem sie als Kind sehr viel Zeit im familieneigenen Schwimmbecken verbracht hatte, begann sie im Alter von zehn Jahren auf eine Karriere im Eiskunstlauf hinzuarbeiten. Im Alter von 16 Jahren galt sie als Nachwuchstalent und wurde neben der späteren Olympiasiegerin und Weltmeisterin Dorothy Hamill von Carlo Fassi trainiert, zunehmende Rückenschmerzen bereiteten ihr jedoch Probleme. 1975 kam sie abseits der Eisbahn zu Sturz und erlitt neben einem Knochenbruch Bänderrisse im rechten Knöchel, womit die Aussicht auf eine Teilnahme an den Olympischen Spielen in Innsbruck sowie eine Fortsetzung der Karriere dahin war.

### Sportliche Laufbahn
Im Alter von 18 Jahren übernahm Bucher einen Job als Eislauflehrerin auf der Bahn von Salt Lake City. Dort kam die Studentin an der University of Utah zufällig mit einer Gruppe von Ballett-Skifahrern ins Gespräch, die auf der Suche nach neuen Kunststücken waren. Ohne jemals auf Ski gestanden zu haben, begann sie mit der Freestyle-Disziplin und erhielt dabei finanzielle Unterstützung durch ihre Kollegen, für die sie sich mit der Lehre neuer Tricks revanchierte. Nachdem sie diesen neuen Karriereweg ihren Eltern zunächst verheimlicht hatte, stieg sie in ihrem ersten Jahr als Amateurin zur Nummer eins der Western Division des US-amerikanischen Skiverbandes auf. 1978 gewann sie den nationalen Amateurmeistertitel und qualifizierte sich mit einem Wettbewerbssieg in British Columbia für das US-Skiteam.
1979 bestritt Bucher ihre erste internationale Saison, die sie erstmals in ihrem Leben auch nach Europa führte. Obwohl sie sich im Laufe des Winters eine Lebensmittelvergiftung und bei einem Sturz innere Verletzungen zuzog, konnte sie sechs Siege feiern und die Gesamtwertung für sich entscheiden. Im Januar 1980 lancierte die FIS den Freestyle-Skiing-Weltcup und Jan Bucher dominierte das Ballett von Beginn weg. Sie gewann die ersten fünf Austragungen und kürte sich mit einer perfekten Bilanz zur ersten Disziplinensiegerin. Auch in den kommenden vier Wintern entschied sie die Ballettwertung jeweils für sich und legte eine Siegesserie nach der anderen hin. Zwischen dem 16. Januar 1982 und dem 22. März 1985 belegte sie 34-mal in Folge einen Podestplatz. Bis Februar 1982 trat sie vereinzelt auch in der Buckelpisten-Disziplin Moguls an, kam aber mit einer Bestleistung von zwei elften Plätzen nie in die Punkteränge.
Vor der Weltcup-Saison 1984/85 wechselte Bucher ihren Choreografen und begann mit Verletzungen zu kämpfen. Einer Sehnenscheidenentzündung in der rechten Hand folgte ein Knorpelriss im rechten Knie und auch ihre Rückenbeschwerden kamen wieder auf. So musste sie sich in der Disziplinenwertung erstmals der Französin Christine Rossi geschlagen geben. Nach Rückkehr ihres alten Choreografen konnte sie ihren Titel ein Jahr später zurückerobern. Bei den ersten Weltmeisterschaften 1986 in Tignes wurde sie ihrer Favoritenrolle gerecht und gewann vor Rossi die Goldmedaille. Bei den Olympischen Spielen in Calgary, wo das Ski-Ballett erstmals als Demonstrationswettbewerb ausgetragen wurde, musste sie sich wiederum hinter Rossi mit Platz zwei begnügen. Nachdem Bucher die Disziplinenwertung zweimal in Folge an ihre Dauerrivalin verloren hatte, intensivierte sie Kraft- und Ausdauertraining und stand 1988/89 wieder an der absoluten Weltspitze. In Abwesenheit der zurückgetretenen Rossi gewann sie acht von elf Weltcups, davon sieben in Serie, was ihr zum ersten Mal seit drei Jahren und zum insgesamt vierten Mal in ihrer Karriere glückte. Außerdem krönte sie sich bei den Weltmeisterschaften am Oberjoch erneut zur Ballett-Weltmeisterin. Den Winter 1989/90 musste Bucher nach nur drei Wettkämpfen verletzungsbedingt abbrechen. In der darauffolgenden Saison fand sie in der Schweizerin Conny Kissling eine nahezu übermächtige Gegnerin und schloss die Disziplinenwertung nach zuletzt acht zweiten Plätzen in Folge – so auch bei der WM in Lake Placid – auf Rang zwei ab.
Nach Gewinn ihres letzten von drei US-Meistertiteln trat Bucher im April 1991 im Alter von 33 Jahren vom Leistungssport zurück.

### Privatleben
Ende 1978 lernte Bucher während ihrer ersten internationalen Saison den kanadischen Freestyle-Skier Peter Judge kennen, den sie 1985 heiratete. Nachdem Judge 1984 seine aktive Karriere beendet hatte, übernahm er den Posten als Cheftrainer der kanadischen Freestyle-Mannschaft, den er bis 1997 innehatte. Weil er viel Zeit in Ottawa verbringen musste, während Jan weiterhin im Weltcup unterwegs war, führten die beiden lange Zeit eine Fernbeziehung.
Später war Bucher mit dem erfolgreichen Moguls-Skier Nelson Carmichael aus Steamboat Springs, Colorado, verheiratet, mit dem sie einen gemeinsamen Sohn hat. Sie lebt heute in White Salmon, Washington, wo sie sich bis zu dessen Tod 2016 um ihren Vater kümmerte.

## Stil und Rezeption

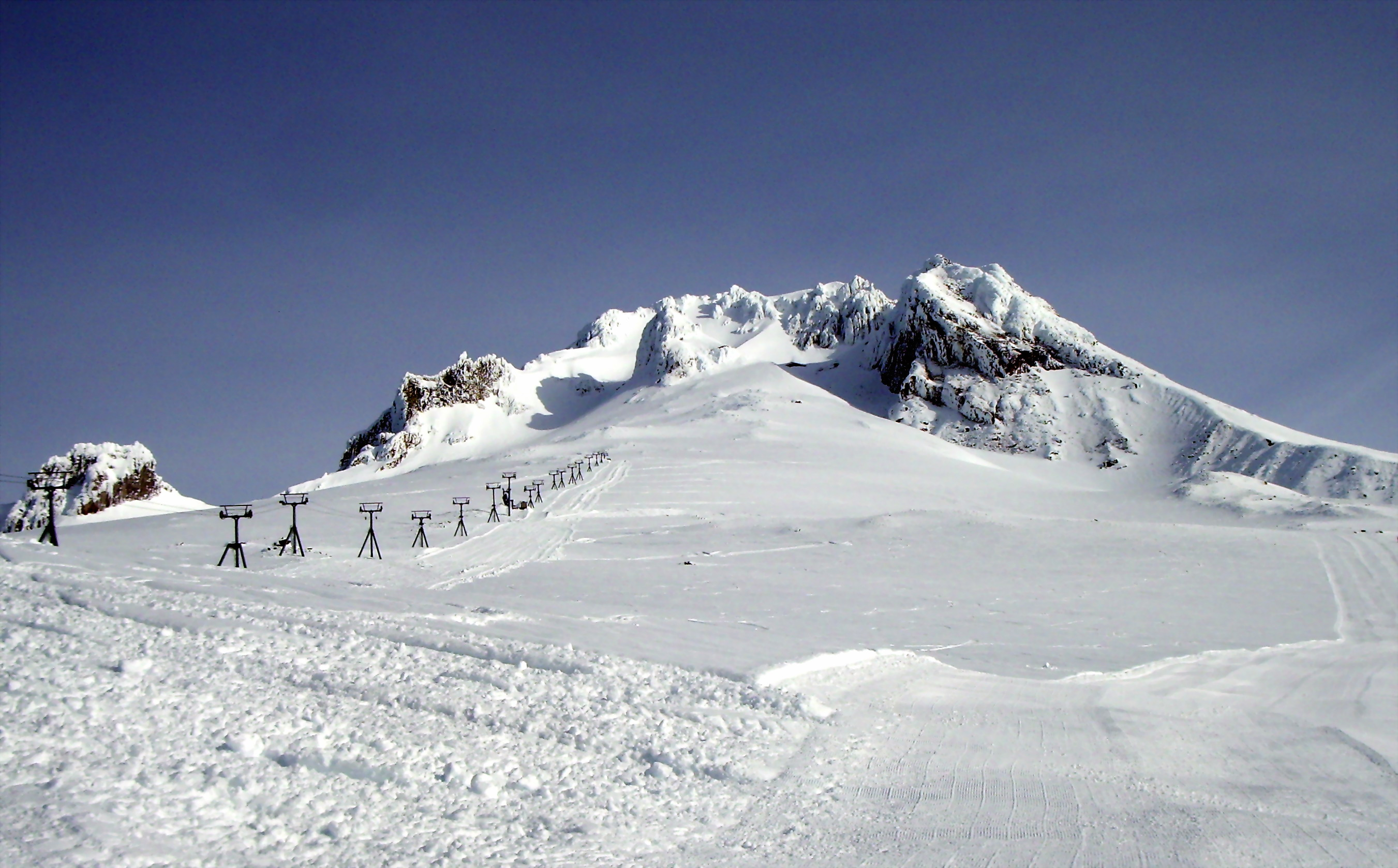
Am Mount Hood leitete Jan Bucher jahrelang ein Sommer-Trainingslager

Jan Bucher wird heute als Pionierin des Ski-Balletts angesehen. Dank ihres Hintergrunds im Eiskunstlauf war es ihr möglich, neue Elemente der Akrobatik in den Freestyle-Sport einzubringen. So übernahm sie etwa die Tricks Waagepirouette, Sitzpirouette und Spreizsprung und führte diese während ihrer gut zweiminütigen Routinen regelmäßig auf. Als größten Unterschied zum Eislauf bezeichnete sie die im Vergleich zu den Kufen der Schlittschuhe längeren Skikanten, die ihr mehr Stabilität verliehen. Außerdem brachte sie ein besseres Gefühl für die Bewegung im Takt der Musik mit als die meisten ihrer Konkurrentinnen und sorgte somit für mehr Ästhetik.

“They gave me short skis and it was a major flat surface. So I started spinning right away – you realize immediately where your edges are – and pulled around into a 180 and then a 360, and I wanted to keep going.”

„Sie gaben mir kurze Ski und es war ein sehr flaches Gelände. Also begann ich gleich mich zu drehen – du erkennst sofort, wo die Kanten sind – und drehte mich um 180 und dann um 360 Grad, und wollte damit weitermachen.“

Schon in den Anfangsjahren ihrer Weltcup-Karriere begann Jan Bucher mit der Leitung eines mehrtägigen Freestyle-Sommercamps auf dem Palmer Glacier am Mount Hood in Oregon. Dabei wurde sie von sportlichen Weggefährten wie Frank Beddor, Hilary Engisch oder Bob Howard unterstützt. Daneben sah sie sich gezwungen, weiterhin Eislauf zu unterrichten und selbst als Eiskunstläuferin aufzutreten, bis der US-Skiverband dem Freestyle-Sport ausreichend finanzielle Mittel zusagte. Wie viele andere Freestyler hatte Bucher am Beginn ihrer Laufbahn mit der Akzeptanz ihres Sports zu kämpfen. So wurde sie etwa als „Doggie“ oder „Hot Dogger“ (damals eine gängige Beleidigung für Freestyle-Skisportler) verspottet und einmal sogar während des Trainings mit Hundeleckerli beworfen.
Bucher bestritt in ihrer Karriere 102 Weltcups und stand dabei 91-mal auf dem Podest. Ein einziges Mal (9. Januar 1982 in Blackcomb) lag sie als Zwölfte außerhalb der besten zehn. Mit 57 Siegen überbot sie außerdem die zuvor von Phil Mahre gehaltene US-Bestmarke in einer FIS-Sportart (27 Siege) deutlich. Ihr eigener nationaler Rekord wurde erst im Jahr 2012 durch Lindsey Vonn übertroffen. Innerhalb des Freestyle-Skiing-Weltcups ist sie hinter Conny Kissling die zweiterfolgreichste Athletin und jene mit den meisten Siegen in einer Einzeldisziplin. Aufgrund dieser Erfolge bezeichnete sie das Fachmagazin Snow Country 1991 als „Grande dame of ballet“.

## Erfolge

### Olympische Spiele
- Calgary 1988: 2. Ballett (Demonstrationswettbewerb)

### Weltmeisterschaften
- Tignes 1986: 1. Ballett
- Calgary 1988: 2. Ballett
- Oberjoch 1989: 1. Ballett
- Lake Placid 1991: 2. Ballett

### Weltcupwertungen
| Saison  | Gesamt | Gesamt | Ballett | Ballett |
| Saison  | Platz  | Punkte | Platz   | Punkte  |
| ------- | ------ | ------ | ------- | ------- |
| 1980    | 7.     | 32     | 1.      | 32      |
| 1981    | 6.     | 48     | 1.      | 48      |
| 1982    | 5.     | 48     | 1.      | 48      |
| 1983    | 9.     | 12     | 1.      | 60      |
| 1984    | 8.     | 12     | 1.      | 72      |
| 1984/85 | 7.     | 11     | 2.      | 80      |
| 1985/86 | 6.     | 12     | 1.      | 60      |
| 1986/87 | 5.     | 12     | 2.      | 70      |
| 1987/88 | 5.     | 11     | 2.      | 80      |
| 1988/89 | 4.     | 12     | 1.      | 84      |
| 1989/90 | 30.    | 5      | 9.      | 31      |
| 1990/91 | 7.     | 11     | 2.      | 99      |

### Weltcupsiege
Bucher errang im Weltcup 91 Podestplätze, davon 57 Siege:
| Datum             | Ort              | Land        | Disziplin |
| ----------------- | ---------------- | ----------- | --------- |
| 9. Januar 1980    | Poconos          | USA         | Ballett   |
| 10. Januar 1980   | Poconos          | USA         | Ballett   |
| 1. März 1980      | Oberjoch         | Deutschland | Ballett   |
| 13. März 1980     | Tignes           | Frankreich  | Ballett   |
| 29. März 1980     | Whistler         | Kanada      | Ballett   |
| 17. Januar 1981   | Livigno          | Italien     | Ballett   |
| 9. Februar 1981   | Seefeld          | Österreich  | Ballett   |
| 14. Februar 1981  | Oberjoch         | Deutschland | Ballett   |
| 28. Februar 1981  | Mont Sainte-Anne | Kanada      | Ballett   |
| 14. März 1981     | Poconos          | USA         | Ballett   |
| 15. März 1981     | Poconos          | USA         | Ballett   |
| 21. März 1981     | Calgary          | Kanada      | Ballett   |
| 3. Januar 1982    | Snoqualmie       | USA         | Ballett   |
| 22. Januar 1982   | Angel Fire       | USA         | Ballett   |
| 26. Januar 1982   | Poconos          | USA         | Ballett   |
| 6. Februar 1982   | Mont Sainte-Anne | Kanada      | Ballett   |
| 27. Februar 1982  | Sella Nevea      | Italien     | Ballett   |
| 6. März 1982      | Adelboden        | Schweiz     | Ballett   |
| 13. März 1982     | Livigno          | Italien     | Ballett   |
| 20. März 1982     | Oberjoch         | Deutschland | Ballett   |
| 3. Januar 1983    | Mariazell        | Österreich  | Ballett   |
| 20. Januar 1983   | Tignes           | Frankreich  | Ballett   |
| 29. Januar 1983   | Oberjoch         | Deutschland | Ballett   |
| 2. Februar 1983   | Livigno          | Italien     | Ballett   |
| 11. März 1983     | Squaw Valley     | USA         | Ballett   |
| 17. März 1983     | Angel Fire       | USA         | Ballett   |
| 20. Januar 1984   | Breckenridge     | USA         | Ballett   |
| 3. Februar 1984   | Courchevel       | Frankreich  | Ballett   |
| 28. Februar 1984  | Ravascletto      | Italien     | Ballett   |
| 3. März 1984      | Oberjoch         | Deutschland | Ballett   |
| 20. März 1984     | Sälen            | Schweden    | Ballett   |
| 27. März 1984     | Tignes           | Frankreich  | Ballett   |
| 12. Januar 1985   | Mont Gabriel     | Kanada      | Ballett   |
| 25. Januar 1985   | Breckenridge     | USA         | Ballett   |
| 22. März 1985     | Sälen            | Schweden    | Ballett   |
| 17. Dezember 1985 | Zermatt          | Schweiz     | Ballett   |
| 10. Januar 1986   | Mont Gabriel     | Kanada      | Ballett   |
| 23. Januar 1986   | Breckenridge     | USA         | Ballett   |
| 24. Januar 1986   | Breckenridge     | USA         | Ballett   |
| 28. Februar 1986  | Oberjoch         | Deutschland | Ballett   |
| 8. März 1986      | Voss             | Norwegen    | Ballett   |
| 9. Januar 1987    | Mont Gabriel     | Kanada      | Ballett   |
| 22. Januar 1987   | Breckenridge     | USA         | Ballett   |
| 31. Januar 1987   | Calgary          | Kanada      | Ballett   |
| 6. März 1987      | Oberjoch         | Deutschland | Ballett   |
| 12. Dezember 1987 | Tignes           | Frankreich  | Ballett   |
| 15. Januar 1988   | Lake Placid      | USA         | Ballett   |
| 11. März 1988     | La Clusaz        | Frankreich  | Ballett   |
| 6. Januar 1989    | Mont Gabriel     | Kanada      | Ballett   |
| 14. Januar 1989 * | Lake Placid      | USA         | Ballett   |
| 20. Januar 1989   | Calgary          | Kanada      | Ballett   |
| 27. Januar 1989   | Breckenridge     | USA         | Ballett   |
| 10. Februar 1989  | La Clusaz        | Frankreich  | Ballett   |
| 10. März 1989     | Voss             | Norwegen    | Ballett   |
| 22. März 1989     | Suomu            | Finnland    | Ballett   |
| 8. Dezember 1989  | Tignes           | Frankreich  | Ballett   |

* ex-aequo mit Conny Kissling

### Weitere Erfolge
- 3 US-amerikanische Meistertitel (Ballett 1988, 1989 und 1991)[14]
- US-amerikanische Amateurmeisterin 1978
- 6 internationale Siege in der Prä-Weltcup-Ära

## Auszeichnungen
- 1983: Carrera Award
- 1983: U.S. Ski Association Freestyle Championship Award
- 1987 und 1989: U.S. Freestyle Skier of the Year (Ski Racing Magazine)[15]
- 1988: Aufnahme in die Utah Sports Hall of Fame[16]
- 1989: International Freestyle Skier of the Year (Ski Racing Magazine)[15]
- 1991: Ann Hansen Award[17]
- 1993: Aufnahme in die U.S. Ski and Snowboard Hall of Fame
- 2014: Aufnahme in die Hall of Fame der World Acrobatics Society[18]